# Gaetanus minispinus
Gaetanus minispinus är en kräftdjursart som beskrevs av Tanaka 1969. Gaetanus minispinus ingår i släktet Gaetanus och familjen Aetideidae. Inga underarter finns listade i Catalogue of Life.